# NGC 7276
NGC 7276 is een elliptisch sterrenstelsel in het sterrenbeeld Hagedis. Het hemelobject werd op 20 september 1876 ontdekt door de Franse astronoom Édouard Jean-Marie Stephan.

## Synoniemen
- MCG 6-49-14
- ZWG 514.25
- NPM1G +35.0459
- PGC 68773